# 帕拉扎
帕拉扎（法語：Paraza，法語發音：[paʁaza] ⓘ）是法国奥德省的一个市镇，属于纳博讷区。

## 地理
帕拉扎（43°14'59"N, 2°49'55"E）面积9.47 平方千米，位于法国奧克西塔尼大區奥德省，该省份为法国南部沿海省份，北起塔恩省，西北接上加龙省，西接阿列日省，南至东比利牛斯省，东临地中海，东北与埃罗省接壤。
与帕拉扎接壤的市镇（或旧市镇、城区）包括：卡内、普佐尔米内尔瓦、鲁比亚、圣瓦利埃、米内尔瓦地区旺特纳克、奥隆扎克。

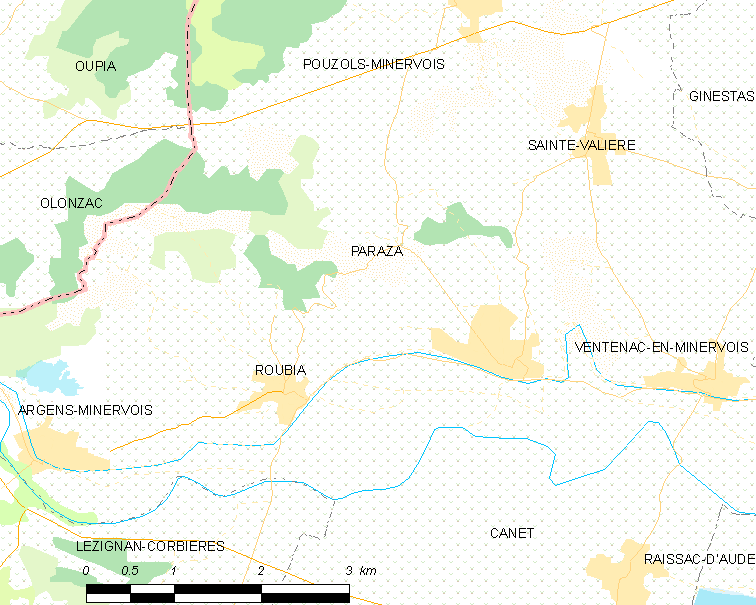
帕拉扎的OSM定位图

帕拉扎的时区为UTC+01:00、UTC+02:00（夏令时）。

## 行政
帕拉扎的邮政编码为11200，INSEE市镇编码为11273。

## 政治
帕拉扎所属的省级选区为南密涅瓦县。

## 人口

1962-2008年间帕拉扎人口变化图示

帕拉扎于2022年1月1日时的人口数量为700人。